# Tornaco
Tornaco är en ort och kommun i provinsen Novara i regionen Piemonte i Italien. Kommunen hade 932 invånare (2018).